# Crowsnest Pass
Crowsnest Pass är ett bergspass i Kanada.   Det ligger i provinsen British Columbia, i den södra delen av landet, 2 900 km väster om huvudstaden Ottawa. Crowsnest Pass ligger 1 400 meter över havet.
Terrängen runt Crowsnest Pass är kuperad åt sydost, men åt nordväst är den bergig. Runt Crowsnest Pass är det glesbefolkat, med 18 invånare per kvadratkilometer.. Närmaste större samhälle är Sparwood, 18,2 km nordväst om Crowsnest Pass.
I omgivningarna runt Crowsnest Pass växer i huvudsak barrskog.